# Cyrtandra xanthantha
Cyrtandra xanthantha är en tvåhjärtbladig växtart som beskrevs av Albert Charles Smith. Cyrtandra xanthantha ingår i släktet Cyrtandra och familjen Gesneriaceae. Inga underarter finns listade i Catalogue of Life.